# Ramiro II di León
Ramiro Ordoñez chiamato il Grande (el Grande, ma detto anche el Diablo, il Diavolo dai nemici musulmani, per la sua ferocia e la sua grande energia). Ramiro anche in spagnolo, in asturiano, in portoghese e in galiziano, Ramir, in catalano (900 – León, 951) fu re di León dal 931 al 951.

## Origine
Ramiro, come riporta il documento n° XII, datato 897, del Portugaliæ Monumenta Historica, Diplomata et Chartæ, Vol. I, era figlio del re di León Ordoño II e di Elvira Menendez, come conferma anche la Historia del Real Monasterio de Sahagún, che precisa che era il figlio terzogenito.

Elvira Menendez era figlia del conquistatore di Coimbra, il conte galiziano di Porto Ermenegildo Gutierrez, ed Ermessinda Gatonez, come riporta il Diccionario biográfico español, Real Academia de la Historia.

Ordoño II di León, secondo il Chronicon de Sampiri, era il figlio secondogenito del re delle Asturie Alfonso III il Grande e di Jimena Garcés, (848-912), che, molto probabilmente, anche se il Codice di Roda non la elenca tra i figli di García I, era figlia del re di Pamplona García I Íñiguez, come viene confermato dalla Historia del Real Monasterio de Sahagún, e della prima moglie, Urraca, che secondo alcune fonti, tra cui lo storico Jaime de Salazar y Acha, era la figlia di Musà ibn Musà ibn Fortún, il capofamiglia dei Banu Qasi. Ma secondo altre fonti era di stirpe reale: Rodrigo Ximénez de Rada, vescovo di Toledo e storico, scrisse che García sposò "Urracam, de Regio semine".
Lo storico genealogista basco Jean de Jaurgain (1842–1920), nel suo la Vasconie, interpretò la frase (Urracam, de Regio semine), nel senso che anche Urraca discendeva dalla stirpe ducale di Guascogna ed era figlia di Sancho II.

## Biografia
Tra il 920 e il 921 Ramiro compare come testimone in tre donazioni, fatte dai genitori, al Monasterio Real de San Benito (Sahagún), come riportato nel capitolo V della Historia del Real Monasterio de Sahagún.
Alla morte del padre nel 924, mentre i suoi fratelli Alfonso e Sancho si combattevano per la successione, come riporta lo storico Rafael Altamira, lo zio Fruela usurpò a Ramiro e ai suoi fratelli il trono del Leon e Galizia, riunendolo al regno delle Asturie.
Nel 925, alla morte dello zio Fruela II, sul trono unificato di León gli succedette il figlio Alfonso Froilaz; dopo pochi mesi Ramiro e i suoi fratelli, Sancho e Alfonso, avanzarono delle pretese sul trono di León in quanto loro avevano maggiori diritti, perché figli spodestati di Ordoño II, e con l'aiuto del suocero di Alfonso, il re di Navarra Sancho I, come riporta la Storia della Bardulia, sconfissero Alfonso Froilaz.
Come conferma il Sampiri chronicon Alfonso fu eletto re di León(assumendo l'ordinale IV, cioè non considerando legittimo il suo predecessore), mentre Ramiro, assieme al fratello, Sancho, che aveva rinunciato al trono del León, continuava la lotta in Galizia, contro Alfonso Froilaz.
Una volta battuto, pur continuando a proclamarsi re del León, Alfonso Froilaz si ritirò nelle Asturie, dove governò con il titolo di re, mentre sul trono di Galizia saliva Sancho Ordóñez, che concedette la parte meridionale del regno a Ramiro.

Secondo il Diccionario biográfico español, Real Academia de la Historia, Alfonso governò solo la parte orientale delle Asturie, detta Asturias de Santillana, che si estendeva sino alla Cantabria, nella zona di Santillana del Mar.
Quindi nel 926, dopo che Sancho e Ramiro ebbero sconfitto Alfonso Froilaz, il regno fu diviso tra i tre fratelli:
- Alfonso fu confermato re di León
- Sancho governò il nord della Galizia sino al fiume Miño, attribuendosi il titolo di re di Galizia
- Ramiro, governò il sud della Galizia, dal fiume Miño al confine con al-Andalus, attribuendosi il titolo di re.

Nel 929, alla morte del fratello Sancho senza eredi, i regni di Galizia e León furono riunificati sotto lo scettro di Alfonso IV. Ramiro, che aveva portato il confine sud del regno in vista del fiume Tago, assunse il titolo di re di Galizia anche se formalmente il re era suo fratello.
Nel giugno del 931 Alfonso IV, che era molto religioso (era molto devoto a Santiago), rimase vedovo e prese in considerazione l'idea di farsi monaco e quindi di abdicare; comunicò la sua decisione al fratello Ramiro e a luglio lo convocò a Zamora, dove, in una cerimonia celebrata davanti ai nobili, indossò l'abito da monaco, consegnò al fratello il regno, nuovamente unificato, ed entrò nel monastero di Sahagún.

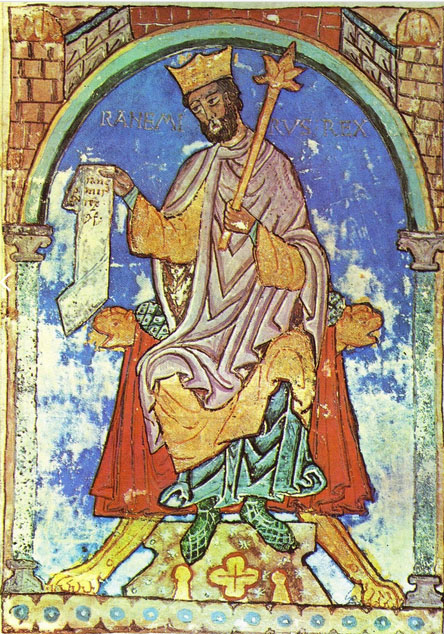
Ramiro II

Nel 932 si trasferì a Zamora, per preparare un attacco al sud per liberare la città di Toledo che ribellatasi al califfo ʿAbd al-Raḥmān III ibn Muḥammad, gli aveva chiesto aiuto.

Approfittando dell'assenza del fratello Ramiro, Alfonso IV, ora monaco, pentitosi dell'abdicazione e, alleatosi con il cugino Alfonso Froilaz e i suoi fratelli, entrò nella capitale Leon e si proclamò re.

Ramiro reagì prontamente e lo catturò, prima che potesse rifugiarsi in Castiglia, presso il conte Gutier Núñez (a seguito di questo avvenimento in Castiglia prese il sopravvento Fernán González, partigiano di Ramiro); poi si rivolse contro la famiglia Froilaz, nelle Asturie, obbligandola a ritirarsi fino a Oviedo, dove la sconfisse e catturò tutti i membri della famiglia.
Sia Alfonso IV che Alfonso Froilaz e i suoi fratelli furono accecati, come riporta anche la Storia della Bardulia e rinchiusi nel monastero di Ruiforco.
Terminata così la guerra civile riprese la spedizione su Toledo, ormai accerchiata dal califfo ʿAbd al-Raḥmān III; sulla via di Toledo occupò la fortezza omayyade di Margerit, ma non riuscì a salvare Toledo che, nel 933, capitolò e si arrese ad ʿAbd al-Raḥmān.

Comunque Ramiro, nel 932, per ringraziamento, fece una donazione alla chiesa di Santiago di Compostela.
Nel 933 Ramiro sconfisse, nelle vicinanze di Osma, un esercito musulmano che si era presentato di fronte a San Esteban de Gormaz; ma l'anno seguente ʿAbd al-Raḥmān si vendicò spingendosi fino a Burgos, dopo essere passato da Pamplona (dove obbligo la regina di Navarra Toda a un formale atto di sottomissione) e da Álava.
Dopo il sacco di Burgos Ramiro, che si era alleato con Muhammad ibn Hashim al-Tugibi, governatore di Saragozza, dovette assumere una posizione più neutrale.

Nel 934 Ramiro fece un'altra donazione alla chiesa di Santiago di Compostela.
Nel 937 ʿAbd al-Raḥmān conquistò una trentina di castelli ai Leonesi poi si rivolse contro la Navarra imponendo nuovamente il vassallaggio alla regina reggente di Navarra, Toda;
poi si rivolse contro Muhammad ibn Hashim al-Tugibi, governatore di Saragozza che si era alleato con il re di León Ramiro II; occupò la città e perdonò Muhammad.
Nel 939 Ramiro II, con il fedele conte di Castiglia Fernán González, alleato a Toda, reggente di Navarra e di Aragona, riuscì, nella Battaglia di Simancas, a impartire una dura disfatta ad ʿAbd al-Raḥmān III che nuovamente avanzava per attaccare il regno del León.

Dopo la battaglia che segnò una gravissima sconfitta per ʿAbd al-Raḥmān III, al-Nāṣir li-dīn Allāh (difensore della fede) che spostò la frontiera leonese dal Duero al Tormes (affluente di sinistra del Duero che attraversa le province di Avila e di Salamanca) ripopolando luoghi come Ledesma, Salamanca, Peñaranda de Bracamonte Sepúlveda e Vitigudino, come riportano sia il Diccionario biográfico español, Real Academia de la Historia, che la Gran enciclopedia catalana.

Il califfo, per i gravi pericoli corsi, non volle più partecipare in prima persona alle operazioni belliche cui quasi sempre aveva presenziato.
Dopo questa vittoria però il fronte cristiano, per la fortuna del califfo, si sfaldò: Fernan Gonzales, conte di Castiglia, che aveva partecipato alla battaglia di Simancas, cominciò ad agire come se fosse indipendente dal regno di León.
Le relazioni tra Ramiro II e Fernán González si guastarono per motivi territoriali, in quanto Ansur Fernández, figlio del conte di Castiglia Fernando Ansúrez, nel 943, fu nominato conte di Monzón, bloccando le mire espansionistiche di Fernán González, che si ribellò e nel 944 fu imprigionato in León e Ansur Fernández divenne conte di Castiglia. Ma dopo un solo anno di prigionia, Fernán González recuperò la contea e giurò fedeltà a Ramiro II e diede sua figlia Urraca in sposa al figlio di Ramiro, Ordoño III di León, mentre Ansur Fernández tornò alla contea di Monzon.
Secondo il documento n° 2 del Cartulario de Monasterio de Vega, Ramiro II fece una donazione al monastero di Vega datata 24 Settembre 946, assieme alla moglie, Urraca e ai figli, Ordoño, Sancho e Elvira (Ranimirus rex servorum Dei - Urracha regina - Ordonius regis - Sanzius filius regis - Gelvira prolis regis et Deo vota).
Nel 950 il monarca leonese partì da Zamora per la sua ultima avventura nei territori di al-Andalus, realizzando una spedizione nella valle del Tago, sconfiggendo per l'ultima volta le truppe del califfo a Talavera de la Reina, causando innumerevoli distruzioni e ottenendo un ricco bottino e alcune migliaia di prigionieri, come riportano sia il Sampiri chronicon, che il Diccionario biográfico español, Real Academia de la Historia, che la Gran enciclopedia catalana<catalana/>.
Rientrato in Leon, ammalato, il 5 gennaio del 951 abdicò al trono in favore del figlio, Ordoño, come riporta La web de las biografias.

Morì nello stesso mese e fu tumulato a León, nella chiesa di San Salvatore come riportano il Sampiri chronicon; Ramiro II in un secondo tempo, fu traslato ad Oviedo, come riporta il The World of El Cid: Chronicles of the Spanish Reconquest.

Lasciò come erede e suo successore il figlio, Ordoño; il regno di León iniziò un periodo di disordini.

## Matrimoni e discendenza
Nel 925 Ramiro aveva sposatto Adosinda Gutiérrez, figlia del conte Gutier Osóriz e Ildoncia Menéndez, sorella di sua madre; quindi Adosinda era sua cugina, che il Codice di Roda la cita come Galliciensis nomine, senza precisarlo, mentre il Chronicon de Sampiri cita un'unica moglie con il nome di Tarasia detta Florentina .

Ramiro e Adosinda ebbero due figli:
- Bermudo (circa 926-dopo il 937), morto giovane, citato come primogenito (Veremudus regis filius, Hordonius regis filius) nella donazione alla chiesa di Santiago di Compostela[15], e poi citato (Veremudus regis filius)) nel documento n° XLV, datato 937 del Portugaliae monumenta historica[29]
- Ordoño (circa 926-956), citato come secondogenito (Veremudus regis filius, Hordonius regis filius) nella donazione alla chiesa di Santiago di Compostela[15], re di León[26], dal 951 al 956, come Ordoño III.
- Teresa (circa 928-?), che non la troviamo citata in alcun documento[30] e che sposò, nel 943, (fu la seconda moglie) il re navarro García I Sánchez.

Divorziato da Adosinda (oppure ripudiata per la legge canonica imposta dalla Chiesa) nel 930, Ramiro, nel 932, si sposò con Urraca Sanchez figlia del re di Navarra, Sancho Garcés e di Toda di Navarra, come conferma il Codice di Roda.

Ramiro e Urraca ebbero due figli:
- Sancho (935-966), re di León[32], dal 956 al 966, come Sancho I, detto il "rey craso".
- Elvira (935-986), che si ritirò in giovane età nel monastero di San Salvador de Palat del Reyn[22] e fu reggente per conto del nipote Ramiro[33], dal 966 al 975.

Secondo la Historia del Real Monasterio de Sahagún, Ramiro II ebbe due figli da una concubina mora, di nome Zahara:
- Teudonio Ramírez,
- Rausendo Ramírez.

## Ascendenza
|                           |   |                  | Genitori               |  |  | Nonni |  |  | Bisnonni               |  |  | Trisnonni              |  |
|                           |   |                  |                        |  |  |       |  |  | Ordoño I delle Asturie |  |  | Ramiro I delle Asturie |  |
|                           |   |                  |                        |  |  |       |  |  | Ordoño I delle Asturie |  |  | Ramiro I delle Asturie |  |
|                           |   | Urraca           |                        |  |  |       |  |  | Ordoño I delle Asturie |  |  |                        |  |
| Alfonso III delle Asturie |   |                  |                        |  |  |       |  |  | Ordoño I delle Asturie |  |  |                        |  |
|                           |   | Munia            | …                      |  |  |       |  |  |                        |  |  |                        |  |
|                           |   | Munia            | …                      |  |  |       |  |  |                        |  |  |                        |  |
|                           |   | Munia            | …                      |  |  |       |  |  |                        |  |  |                        |  |
| Ordoño II di León         |   | Munia            |                        |  |  |       |  |  |                        |  |  |                        |  |
|                           |   | García I Íñiguez | Íñigo I Íñiguez Arista |  |  |       |  |  |                        |  |  |                        |  |
|                           |   | García I Íñiguez | Íñigo I Íñiguez Arista |  |  |       |  |  |                        |  |  |                        |  |
|                           |   | García I Íñiguez | Onneca Velásquez       |  |  |       |  |  |                        |  |  |                        |  |
| Jimena di Pamplona        |   | García I Íñiguez |                        |  |  |       |  |  |                        |  |  |                        |  |
|                           |   | Urraca           | …                      |  |  |       |  |  |                        |  |  |                        |  |
|                           |   | Urraca           | …                      |  |  |       |  |  |                        |  |  |                        |  |
|                           |   | Urraca           | …                      |  |  |       |  |  |                        |  |  |                        |  |
| Ramiro II di León         |   | Urraca           |                        |  |  |       |  |  |                        |  |  |                        |  |
|                           | … | …                |                        |  |  |       |  |  |                        |  |  |                        |  |
|                           | … | …                |                        |  |  |       |  |  |                        |  |  |                        |  |
|                           | … | …                |                        |  |  |       |  |  |                        |  |  |                        |  |
| Ermenegildo Menéndez      | … |                  |                        |  |  |       |  |  |                        |  |  |                        |  |
|                           |   | …                | …                      |  |  |       |  |  |                        |  |  |                        |  |
|                           |   | …                | …                      |  |  |       |  |  |                        |  |  |                        |  |
|                           |   | …                | …                      |  |  |       |  |  |                        |  |  |                        |  |
| Elvira Menéndez           |   | …                |                        |  |  |       |  |  |                        |  |  |                        |  |
|                           |   | …                | …                      |  |  |       |  |  |                        |  |  |                        |  |
|                           |   | …                | …                      |  |  |       |  |  |                        |  |  |                        |  |
|                           |   | …                | …                      |  |  |       |  |  |                        |  |  |                        |  |
| Ermessinda Gatonez        |   | …                |                        |  |  |       |  |  |                        |  |  |                        |  |
|                           |   | …                | …                      |  |  |       |  |  |                        |  |  |                        |  |
|                           |   | …                | …                      |  |  |       |  |  |                        |  |  |                        |  |
|                           |   | …                | …                      |  |  |       |  |  |                        |  |  |                        |  |
|                           |   | …                |                        |  |  |       |  |  |                        |  |  |                        |  |

### Fonti primarie
- (LA)  Textos navarros del Códice de Roda Archiviato il 31 gennaio 2021 in Internet Archive..
- (LA)  Historia de España: parte XVI, Sampiri Astoricensis Episcopi chronicon.
- (LA)  España sagrada. Volumen 14.
- (LA)  Portugaliae monumenta historica.
- (LA)  #ES Cartulario de Monasterio de Vega.
- (LA)  #ES Apendices della HISTORIA de la IGLESIA DE SANTIAGO DE COMPOSTELA, TOMO II.

### Letteratura storiografica
- Rafael Altamira, Il califfato occidentale, in L’espansione islamica e la nascita dell’Europa feudale, collana «Storia del mondo medievale», II volume, Milano, Garzanti, 1999  [1979],  pp. 477–515, SBN RAV0065639.
- (ES)  Historia del Real Monasterio de Sahagún
- (FR)  #ES La Vasconie.
- (EN)  #ES The World of El Cid: Chronicles of the Spanish Reconquest.